# Рустика (деревня)
Ру́стика (греч. Ρούστικα) — деревня в Греции на острове Крит. Входит в общину (дим) Ретимни в периферийной единице Ретимни в периферии Крит. Население 150 жителей по переписи 2011 года.
В Рустике расположено множество святынь общеправославного значения, что привлекает паломников и туристов.
Рустика находится в 20 километрах к юго-западу от города Ретимнон на высоте 290 м, у подножия холма Амбелос (Άμπελος). Село существовало до завоевания Крита венецианцами. Название может происходить от араб. رستاق‎ rōstāg, что означает деревня, и считается, что венецианцы адаптировали название из своего языка как Roustika. Также существует мнение, что оно происходит от лат. rustico — сельский, деревенский, крестьянский.

## Сообщество Рустика
В местное сообщество Рустика входят два населённых пункта. Население 203 жителя по переписи 2011 года. Площадь 4,55 квадратных километров.
| Населённый пункт | Население (2011), человек |
| ---------------- | ------------------------- |
| Палелимнос       | 53                        |
| Рустика          | 150                       |

## Население
| Год  | Население, человек |
| ---- | ------------------ |
| 1991 | 220                |
| 2001 | 253                |
| 2011 | ↘ 150              |